# Cratere Tamm
Tamm è un cratere lunare di 40,54 km situato nella parte sud-occidentale della faccia nascosta della Luna.